# Per-Olaf Fründt
Per-Olaf „Perry“ Fründt (* 11. Juni 1968 in Hamburg) ist ein ehemaliger deutscher Basketballspieler. Der 1,92 Meter große Aufbau- und Flügelspieler spielte während seiner Karriere unter anderem für MTV Gießen, TK Hannover und SV Oberelchingen in der Basketball-Bundesliga.

## Laufbahn
Fründt spielte in seiner Geburtsstadt Basketball beim Hamburger SV, beim TuS Alstertal sowie Mitte der 1980er zwischenzeitlich ein Jahr lang an einer High School in den Vereinigten Staaten. 1989 wechselte er vom Eidelstedter SV zum Bundesligisten MTV Gießen und spielte dort bis 1991. Fründt bestritt 60 Spiele für Gießen. Anschließend verstärkte er den Zweitligaverein TK Hannover, mit dem er im Spieljahr 1992/93 Meister der Nordstaffel der 2. Basketball-Bundesliga wurde und in die Bundesliga aufstieg. Mit den Niedersachsen verpasste er 1994 den Klassenerhalt, blieb aber in der höchsten Spielklasse, indem er zum SV Oberelchingen ging, wo er von 1994 bis 1996 auf Korbjagd ging. In beiden Spieljahren erreichte Fründt mit Oberelchingen das Bundesliga-Viertelfinale.
1996 kehrte Fründt zum TK Hannover in die zweite Liga zurück, 1999 wechselte er innerhalb der Liga zum OBC Wolmirstedt, wo er bis 2001 aktiv war.
Fründt ist studierter Diplom-Wirtschaftsingenieur sowie Immobilienökonom und wurde nach seiner Basketball-Laufbahn als Finanz- und Investitionsberater tätig. Als Basketballtrainer brachte er sich später in den Jugend- und Männerbereich des SC Alstertal-Langenhorn ein.